# آووس
آووس (یونانی: Αώος یا Vjosë (Albanian: [ˈvjɔsə]) رودخانه ای در شمال غربی یونان و جنوب غربی آلبانی است. طول آن حدود ۲۷۲ کیلومتر (۱۶۹ مایل) است که ۸۰ کیلومتر (۵۰ مایل) در یونان و ۱۹۲ کیلومتر (۱۱۹ مایل) باقیمانده در آلبانی جریان دارد. حوضه آبریز آن ۶٬۷۰۶ کیلومتر مربع (۲٬۵۸۹ مایل مربع) و دبی متوسط آن ۱۹۵ متر مکعب بر ثانیه (۶٬۹۰۰ فوت مکعب بر ثانیه) می‌باشد و توسط چند شاخه‌های فرعی، مانند Voidomatis , Sarantaporos , Drino و Shushicë تغذیه می‌شود.
منبع این رود در یونان است، به‌طور خاص از کوه‌های پیندوس در استان اپیروس , در نزدیکی روستای ووسا سرچشمه می‌گیرد. دریاچه مصنوعی در ارتفاع ۱۳۵۰ متری ساخته شده‌است، و از سال ۱۹۸۷ سد هیدروالکتریک روی این رودخانه وجود دارد و به دریای آدریاتیک، شمال غربی ولوره می‌رود. دهانه رودخانه در محدوده منظره محافظت شده Vjosa-Narta واقع شده‌است.

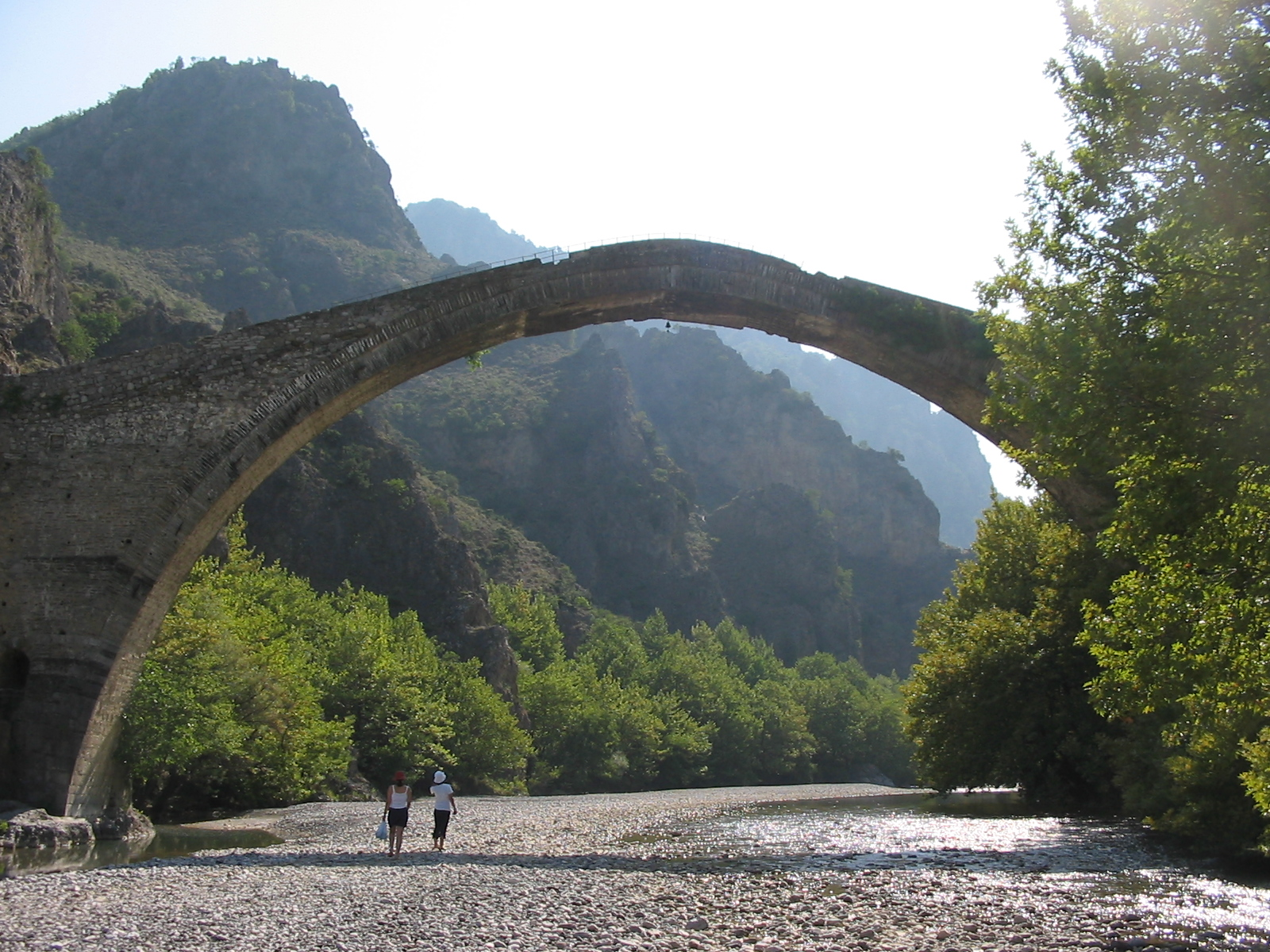
پل قدیمی کونیتسا بر فراز رودخانه آئوس، درست قبل از پارک ملی ویکوس-آئو

## نگارخانه

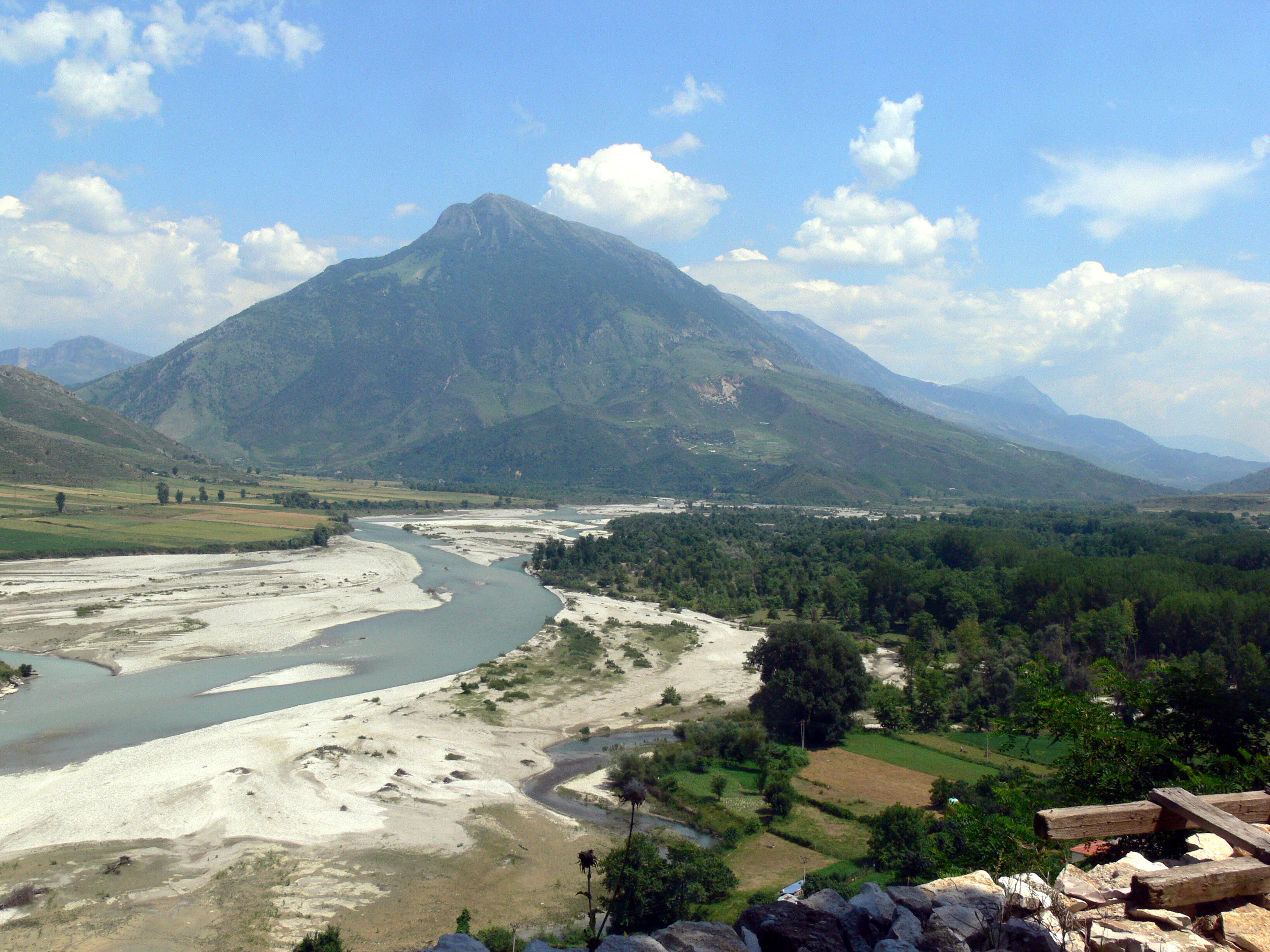
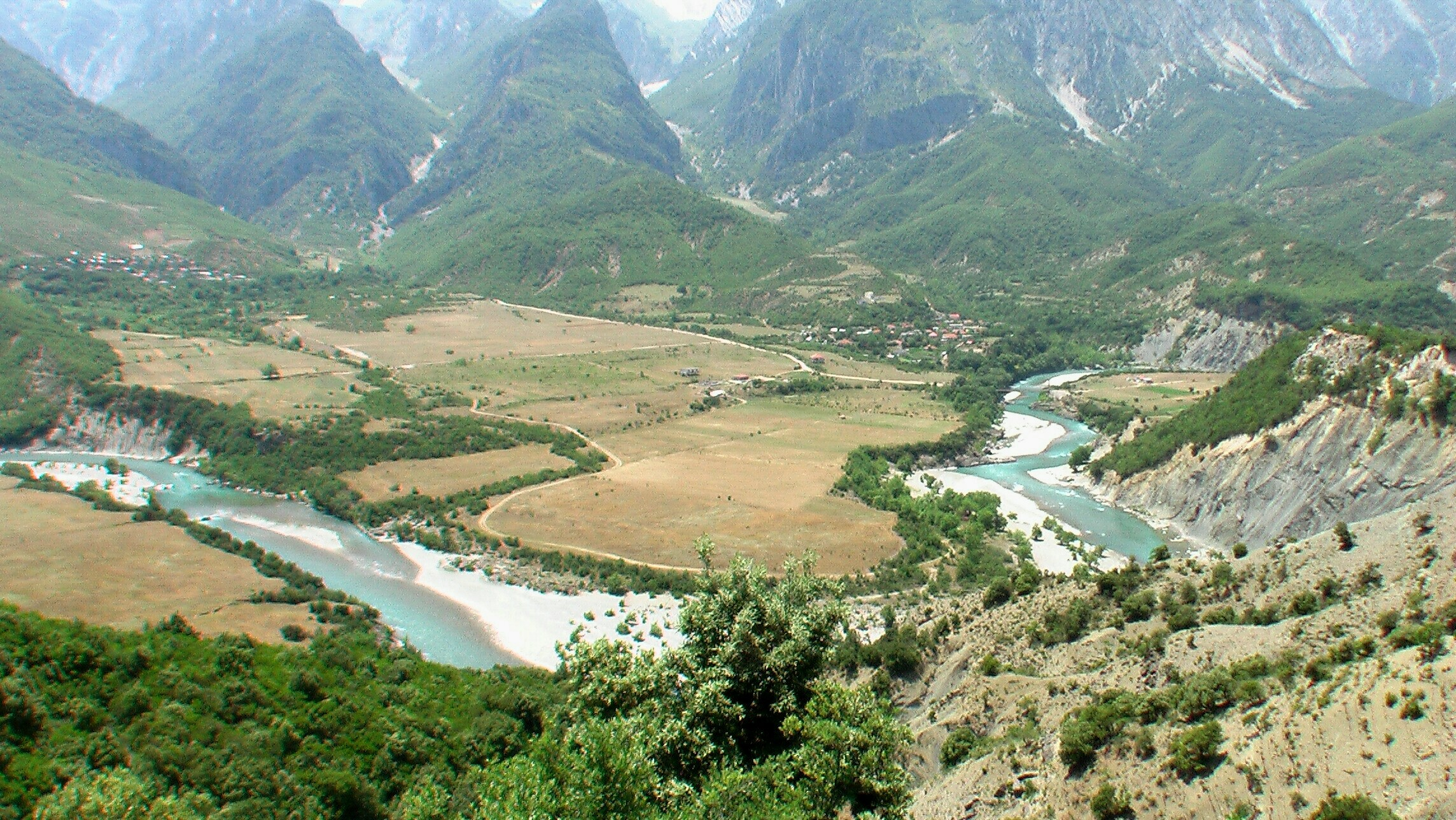
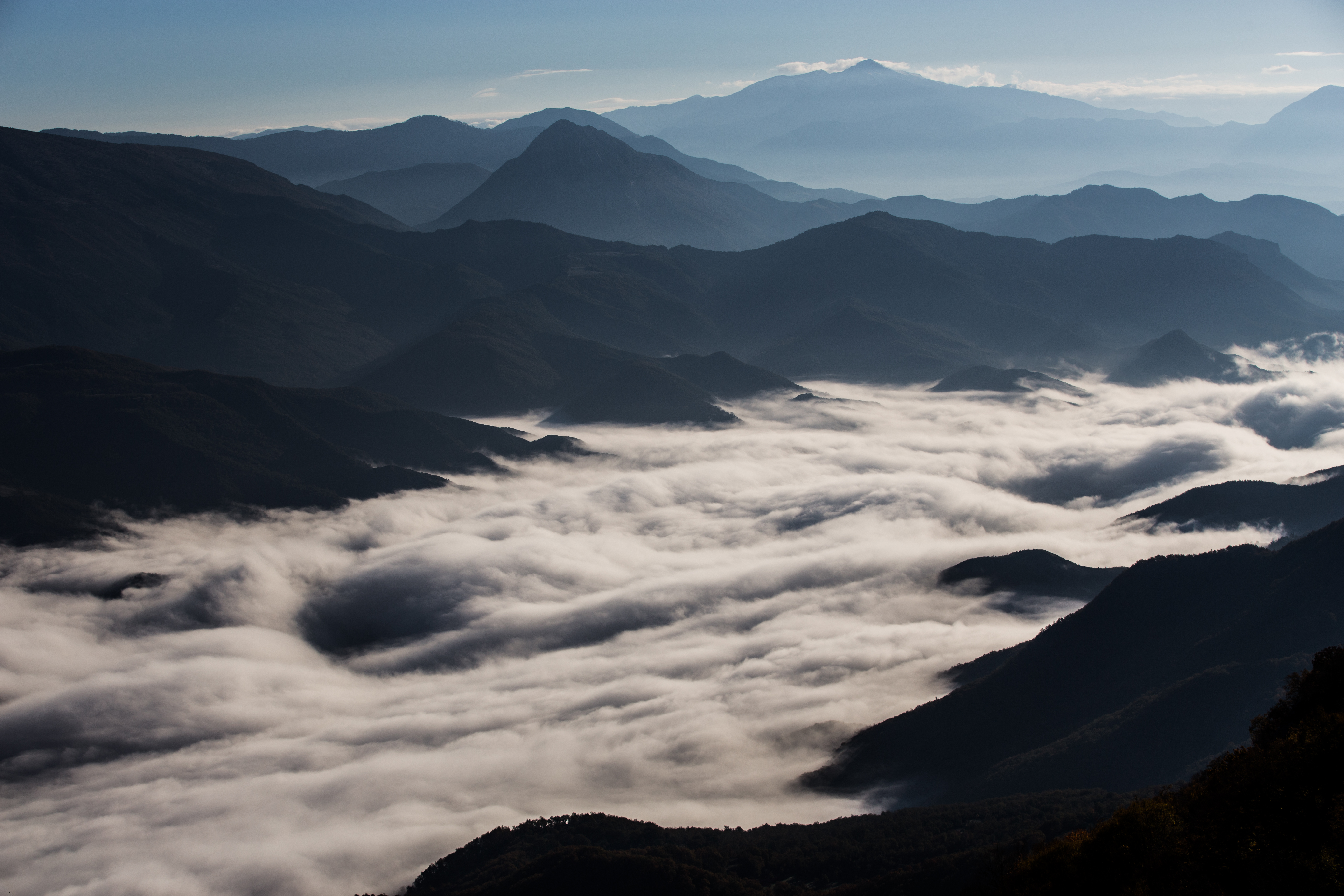

## نقشه

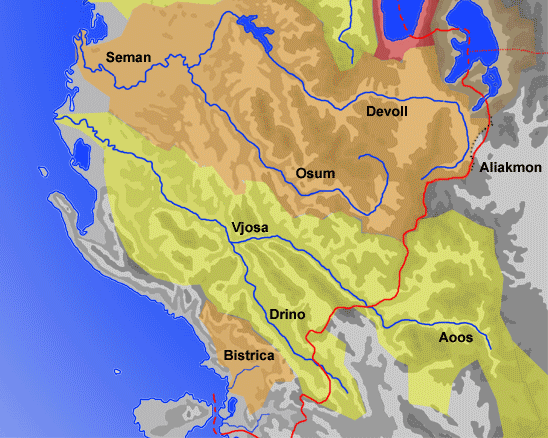
منطقه به رنگ زرد نشان دهنده حوضه زهکشی آووس است. خط قرمز مرز بین آلبانی و یونان را مشخص می‌کند.